# کت فیش گارا پاندا (ماهی)
گارا پاندا یا کت فیش گارا پاندا با نام علمی (Garra flavatra)، گونه‌ای از کپورماهیان از جنس سنگ لیس ها است که در بین آکواریوم داران محبوبیت بالایی دارد.